# Malvina Bråkenhielm

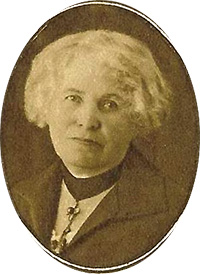
Malvina Bråkenhielm, 1928

Hilda Ingeborg Malvina Gabriella Bråkenhielm (* 25. Dezember 1853 in Norrköping, als Malvina Runsten; † 25. Dezember 1928 in Lund oder Stockholm) war eine schwedische Schriftstellerin. 

## Leben
Malvina Bråkenhielm wuchs in Sollefteå auf, wo ihr Vater Jonas Bernhard Runsten als Pfarrer und Propst wirkte. Ihre Mutter Ottilia Löfvander war eine Schülerin und Freundin von Jenny Lind. Wie ihre vier älteren Schwestern, von denen die älteste Laura Fitinghoff ebenfalls eine erfolgreiche Schriftstellerin wurde, genoss sie eine sorgfältige Erziehung, lernte moderne und klassische Sprachen sowie Hauswirtschaft und studierte sogar am Musikkonservatorium in Stockholm, wenn ihr Vater, der ab 1853 auch Mitglied des Reichstags war, die Wintermonate in der Hauptstadt verbrachte. Nach der Schulzeit arbeitete sie als Sängerin und Gesangslehrerin.
1876 heiratete sie den Ingenieur John Reenstierna, der aber schon 1879 starb. Um für sich und ihre zwei Töchter zu sorgen, gab sie weiterhin Konzerte, verlegte sich aber bald auf die Schriftstellerei. Zuerst erschienen ihre Artikel und Erzählungen in Zeitschriften; 1884 veröffentlichte sie unter dem Pseudonym Rachel die Sammlung Skisser och berättelser. 1889 verlobte sie sich mit dem Ingenieur Carl Bråkenhielm und zog mit ihm nach New York City, wo sie im Sommer heirateten. Nach nur einem halben Jahr unglücklicher Ehe starb jedoch auch ihr zweiter Ehemann. Malvina Bråkenhielm kehrte nach Schweden zurück und brachte im Frühjahr 1890 ihr drittes Kind, den Sohn Carl Bernhard, zur Welt. Wieder versuchte sie, als Gesangslehrerin und Schriftstellerin ihre Familie zu ernähren. 1897 zog sie wieder in die Vereinigten Staaten, musste aber schon im nächsten Jahr zurückkehren. Sie wohnte vorübergehend bei ihrer Schwester Laura, geriet aber öfter in Streit mit ihr, die mit ihren Büchern weitaus größeren Erfolg hatte. 
Trotz ihrer bescheidenen Mittel betätigte sich Bråkenhielm nach dem Vorbild ihrer Eltern als Philanthropin. Sie gründete 1905 die Stiftung Genom eget arbete (zur Unterstützung für Frauen, die eine eigene Existenz aufbauen wollten).

## Werk
Malvina Bråkenhielm schrieb mehr als 30 Romane und etwa 250 Erzählungen. Die Erzählungen erschienen in Zeitschriften, die Bücher meist in billigen Ausgaben bei den Verlagen Nordiska förlaget und Åhlén & Åkerlunds. Sie wurden von der Literaturkritik als Trivialliteratur eingeschätzt. 

## Nachkommen
Ihre Tochter Astrid (verheiratete Wahlstedt) (1877–1946) wurde Malerin, Viva Réenstierna (1879–1952) ebenfalls Schriftstellerin.